# L'invasione dei ragni giganti
L'invasione dei ragni giganti (The Giant Spider Invasion) è un film del 1975 diretto da Bill Rebane. È una pellicola horror fantascientifica del filone dei mostri giganti.

## Trama
Un meteorite cade nei pressi della fattoria dei coniugi Dan e Ev Kester; dal cratere formato dal meteorite fuoriescono dei ragni enormi che disseminano la località di uova e figli. I coniugi Kester vengono sbranati e molte altre persone fanno la loro stessa fine. Il prof. George Vance e la professoressa Jenny Langer, scienziati della NASA messi in allarme dal succedersi degli eventi, raggiungono la località e decidono di bombardare il cratere con un fascio di neutroni. Privati della loro fonte di energia, i ragni spaziali spariscono nel nulla.

## Distribuzione
In America il film uscì nei cinema nell'ottobre 1975. In Messico è uscito col titolo La invasión de las tarántulas gigantes.